# Qianichthyosaurus
Qianichthyosaurus es un género extinto de ictiosaurio, procedente de finales del periodo Triásico (Carniense). Los fósiles de la única especie conocida, Q. zhoui han sido hallados en el sureste de China, en la formación Falang cerca de Huangtutang en la provincia de Guizhou. Posee semejanzas con el ictiosaurio Toretocnemus procedente de Estados Unidos, por lo que formarían la familia Toretocnemidae. Se trataba de una especie más bien pequeña, de menos de 2 metros de longitud corporal, con hocico acortado, grandes órbitas oculares (rasgo distintivo de los ictiosaurios), aletas delanteras provistas de tres dígitos primarios y cuatro dígitos postaxiales bien desarrollados, espinas neurales alargadas en el tronco y la cola y hemapófisis muy largas y delgadas, rasgos que posee en común con su pariente Toretocnemus, que indica la comunicación durante el Triásico de faunas de ambos lados del Pacífico.